# Komendant

Komendant – zwierzchnik, dowódca.

## Wojsko
Komendant – zwierzchnik instytucji wojskowych, np. szkół oficerskich, garnizonów, zakładów leczniczych, niektórych urzędów.

## Inne służby mundurowe
Komendant - przełożony, kierownik: komisariatu, komendy Policji,  komendy Państwowej Straży Pożarnej w danym mieście lub powiecie. Dawniej: dowódca wojskowy wyznaczonego odcinka obrony.

## Harcerstwo
W harcerstwie – instruktor harcerski kierujący następującymi jednostkami: 
- chorągiew
- hufiec
- związek drużyn
- szczep
- krąg akademicki, instruktorski, starszyzny, seniorów

oraz przedsięwzięciami, takimi jak: 
- obóz
- zlot
- rajd

## Marynarka handlowa
Tradycyjnie tytułuje się komendantem dowódcę żaglowca szkolnego Akademii Morskiej. Tytuł ten stosowano wobec dowódców statków szkolnych Lwów, Dar Pomorza i obecnie Dar Młodzieży. Na innych statkach nie jest on stosowany.